# Colt M4
Pour les articles homonymes, voir M4.
Le Colt M4 est une carabine militaire conçue aux États-Unis, en service dans les forces spéciales américaines à partir de 1994 et qui remplace les variantes du M16 dont il est dérivé dans toutes les unités de combat américaines.

## Versions

### Colt M4

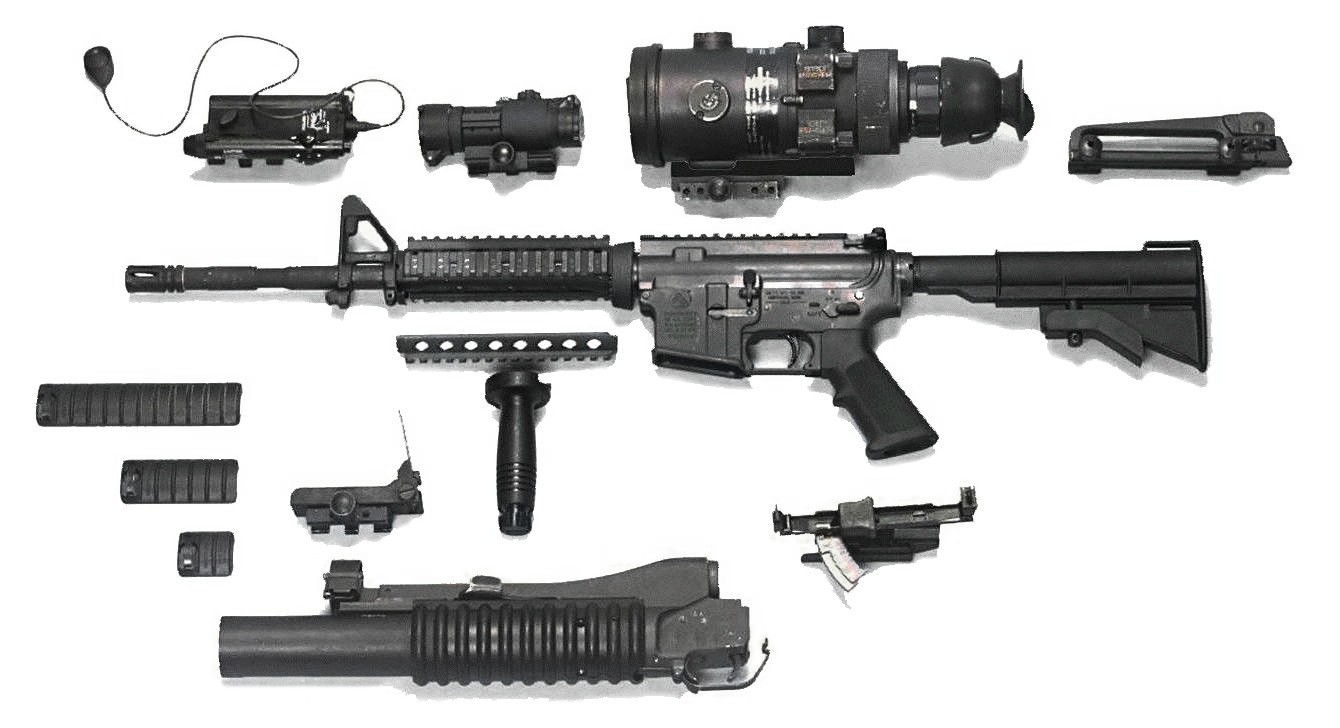
Un M4 et ses accessoires.

Le Colt M4 est une version raccourcie du M16 au canon de 14,5 pouces (368 mm) de long et à crosse télescopique. Celle-ci comprend néanmoins une grande partie du mécanisme du fusil, la crosse peut donc être raccourcie d'un tiers de sa longueur mais du fait du ressort récupérateur logé dans le tube de crosse, celle-ci ne peut être entièrement escamotée comme sur d'autres fusils d'assaut. Ses autres caractéristiques sont identiques à celles du M16A2 (calibre 5,56 mm OTAN, sélecteur de tir avec sûreté, coup par coup et rafale contrôlée de 3 coups). Au départ destinée aux forces spéciales pour qui une arme légère garantit de meilleures mobilité et maniabilité, cette arme équipa ensuite les unités n'ayant pas besoin de la portée d'un M16. C'est en particulier le cas des équipages de véhicules, des artilleurs et au niveau du groupe de combat, des sous-officiers, officiers, radios, etc.
Le M4 a pour origine les premières expériences de raccourcissement des AR-15, XM16 puis M16A1 presque dès leur introduction lors de la guerre du Viêt Nam qui aboutiront à la carabine XM177, arme qui rencontra un certain succès, mais qui en raison de certains défauts, comme des rafales trop rapides et irrégulières au fur et à mesure de l'encrassement, une déflagration difficilement supportable rendant nécessaire un cache-flamme/réducteur de son, s'encrassant très vite et devenant inopérante firent qu'elle ne sera jamais officiellement adoptée.
La version actuelle a été créée par Colt pour les SOG (en) (Special Operations Groups) à titre commercial officieux.
Le M4 originel est un M16A2 avec crosse télescopique 4 positions, garde-main et mécanisme d'emprunt de gaz raccourcis et canon de 14,5 pouces (représentant le meilleur compromis entre compacité, puissance, niveau sonore tout en gardant la possibilité de montage du lance-grenade M-203) et tir automatique par rafales. Les blocs de culasse, la carcasse, les organes de visée, les chargeurs sont ceux du M16.
À l'exception des premiers modèles, le M4 dispose de rails Picatinny offrant à l'utilisateur la possibilité d'ajouter des accessoires comme une lampe tactique, une lunette de visée ou même une poignée à l'avant. Le cache-flamme peut être démonté pour être remplacé par un silencieux.
En juin 2010, Colt a perdu les droits exclusifs sur les brevets du M4 ; toutes les firmes peuvent en fabriquer maintenant. Remington Arms décroche ainsi en 2012 un premier contrat pour la fourniture de 24 000 M4A1 pour 83 924 089 dollars américains soit un coût unitaire de 3 495,83 dollars (2 640 euros au taux de change à cette date).

### Colt M4A1

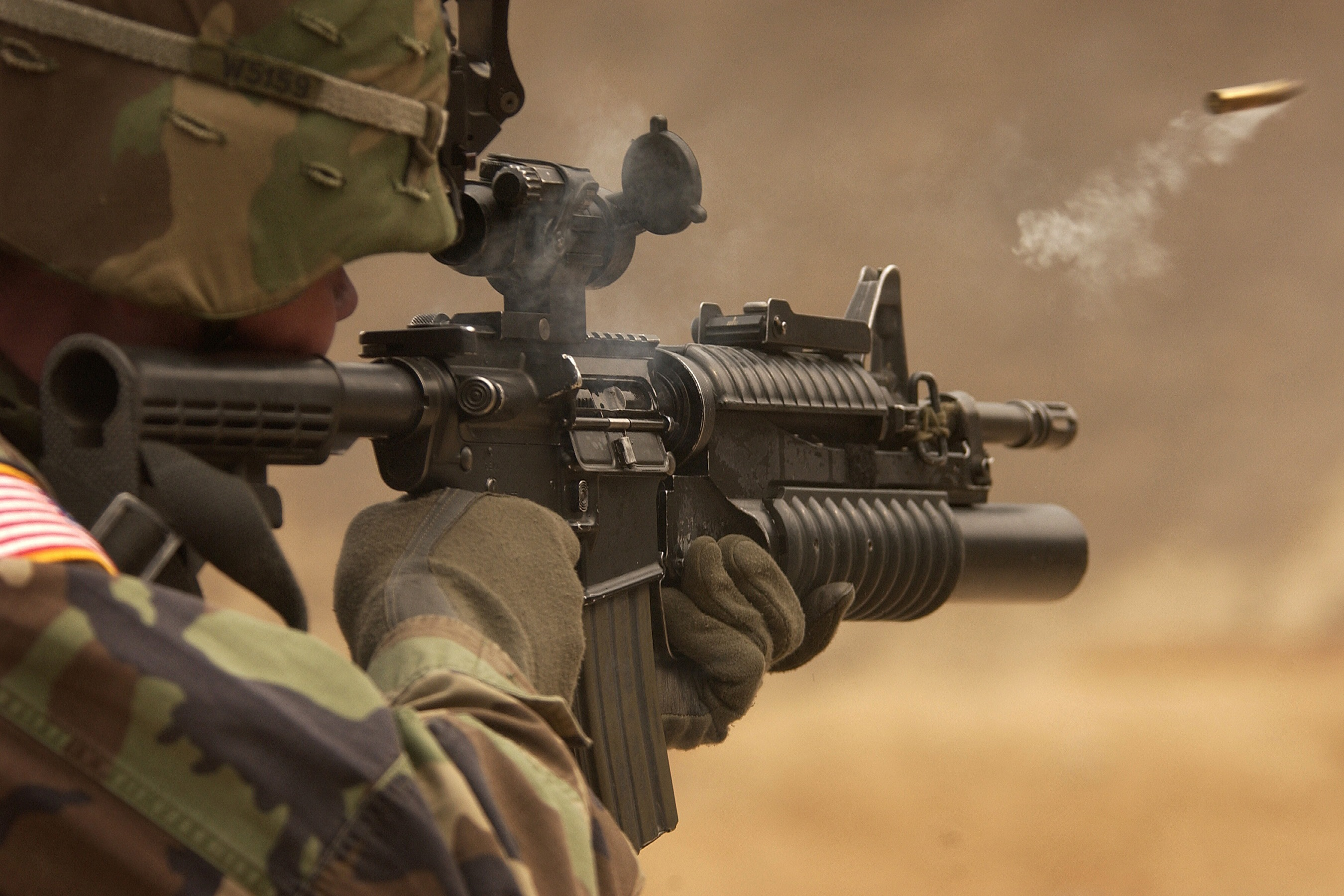
Un soldat américain après avoir tiré avec un M4A1 en plein désert.

Le M4A1, est équipé de la fonction rafale libre (le M4 utilise des rafales de trois comme sur les M16A2 et M16A4) avec poignée de transport détachable (comme sur le Colt M4) qui peut être remplacée par des lunettes de visée ou d'autres sortes de hausses. On peut noter une différence notamment au niveau de la solidité due à l'adaptation de la rafale libre avec notamment un canon forgé à froid et un tube de gaz plus adapté à la chaleur (éléments repris sur le nouveau M4 pip pour en améliorer la fiabilité et sur d'autres dérivés d'AR15 comme le HK416). À l'origine en service dans les forces spéciales, il remplace, dans les années 2010, l'ensemble des M4 en service dans l'US Army.

### C7A1 et C7A2 canadien
Les fusils C7A1 et A2 sont des dérivés de M4A1 et M16A2 utilisés par l'armée canadienne.
La version A2 se caractérise par un canon et un garde-main de M16 mais avec une crosse télescopique. 
La compagnie canadienne Diemaco a créé en 2005 le C7A2 combinant les avantages de la M16A2 et de la M4A1, soit canon long et crosse rétractable.

### C8 et C8A1 Canadien
La carabine d’assaut C8 est une version compacte du fusil d’assaut C7A1. Elle est surtout utilisée par les équipages de véhicules blindés et des véhicules de l’infanterie mécanisée ainsi que par les soldats participant à des missions spéciales pour lesquelles il faut des armes compactes.
Les C7 et C8 combinent deux modes de tir, soit le tir libre et le tir semi-automatique.

### Bushmaster M4A2
C'est une version dérivée du Colt M4A1, elle utilise la nouvelle munition 6,8 mm Remington SPC. Elle est une concurrente pour la future carabine de l'US Army, car elle possède un système de gaz résistant à l'eau et au sable.

### Bushmaster M4A3
Possédant les mêmes caractéristiques que le M4A2, le M4A3 est une version civile uniquement semi-automatique. Sous le nom de Bushmaster M4 Patrolman, elle équipe  de nombreuses polices autoroutières US (ex : Alabama Highway Patrol)

## Remplacement
De nombreuses unités, notamment la Delta Force, ont testé sur le terrain les HK 416 en remplacement de leurs M4/M4A1. La Delta Force aurait maintenant adopté le HK416 comme arme principale, la plupart des opérateurs la privilégiant par rapport aux Colt M4A1 et MK18 CQBR.

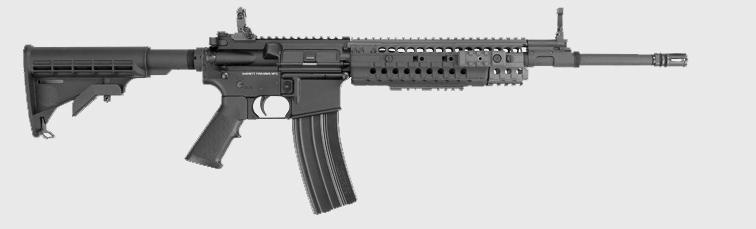
Le, concurrent du nouveau fusil d'assaut, similaire au M16/M4 mais chambré en 6,8 mm Remington SPC, et possédant un mécanisme à piston.

Depuis les années 2000, l'US Army et l'USMC étudient un éventuel remplacement des M4/M4A1 et M16A2/M16A4. Les candidats ont été le Barrett REC7 (en), l'Magpul Massada, le FN SCAR, le HK 416, le Heckler & Koch XM8 (annulé), le LWRC M6A4 (en), le Robinson Arms XCR (en), le SIG-556, le Colt ACC-M (en), le Colt SCW, le Colt APC, le Colt AHC ainsi que de nombreuses améliorations du M4, notamment des kits pour le système de gaz, rendant le M4 équivalent au HK416 en matière de fiabilité, pour un coût moins élevé que de remplacer toutes les carabines de l'US Army.
Le nouveau fusil d'assaut (ou l'amélioration du M4 existant) aurait dû être choisi au cours de l'année 2010 et les premières unités devraient être équipées en 2012 à raison de 120 000 nouvelles carabines par an. Le remplacement total devant alors prendre une dizaine d'années.
Cela correspondant à l'actuelle vague de changement et de mise à jour des armes à feu qui a lieu dans les pays alliés des États-Unis (la Turquie remplace des G3 par des HK416 sous licence turque, l'armée Française remplace le FAMAS par le HK416, la Norvège adopte le HK416, la Géorgie le M4 en remplacement des AK-47 de l'époque soviétique. etc.).
Le 30 octobre 2009, l'US Army, assistée de l'US Marine Corps, l'US Navy et de l'US Air Force, publie une liste de 62 modifications dont le nouveau fusil d'assaut devra disposer par rapport au M4 actuel, et laisse l'industrie de l'armement présenter ses prototypes, repoussant la mise en service de la nouvelle carabine pour 2013, ce qui laisse ainsi le temps à celle-ci de développer de nouvelles armes.
Au cours de l'année 2010 (phase d'évaluation), l'US Army reçoit des « kits » de conversions, rendant le M4 aussi fiable que le HK416. Cela comprend principalement un canon de M4A1 (plus résistant que ceux des M4, car conçu pour tirer en automatique et non par rafales de 3 coups comme le M4) et un système de gaz dévié ; l'aspect extérieur de l'arme ne devrait pas être modifié (notamment par la conservation du guidon en triangle). De plus, la nouvelle munition M855A1 EPR améliore de manière extrêmement significative la fiabilité des M4.
Le FN SCAR MK16 fut un temps pressenti au remplacement du M4A1 au sein des forces spéciales américaines, mais cette option fut abandonnée en 2010, les forces spéciales ayant décidé de conserver leurs M4A1 comme armes en calibre 5,56 car le SCAR Mark 16 n'apportait qu'un faible changement au vu de toutes les modifications possibles sur leurs M4A1. En revanche, elles adoptent le SCAR Mark 17 pour remplacer les armes en calibre 7,62 comme le M14, notamment à cause des compensateurs de recul plus modernes et la compacité supérieure à la plupart des armes en calibre 7,62 mm.
De juillet 2011 à juillet 2012, la compétition visant au remplacement du M4 de l'US Army est ouverte à tous les candidats puis,  d'octobre 2012 à mars 2013, trois fusils sont sélectionnés et distribués à des unités, pour comparaison avec le M4 durant de vraies missions. Les candidats retenus sont le XCR (en) de Robinson Armament Co. (en), un dérivé du M6A4 (en) de Land Warfare Resources Corporation (en), le ACR (carabine) de Remington Arms, le SR-16 de Knight's Armament Company (en), le FN SCAR de FN Herstal, le CM901 (en) de Colt's Manufacturing Company et le HK416 de Heckler & Koch.
En 2012, un grand nombre de M4 sont remplacés par des M4A1 de deux marques, Colt et Remington (Colt ayant perdu l'exclusivité du brevet pour les M4 et M4A1) pour un total de 100 000 carabines sur les 400 000 carabines utilisées par l'US Army (M4 et M4A1 comptées mais pas les M16) et environ 100 000 kits sont distribués pour améliorer la M4 de base.
Début 2013 FN Mfg. remporte le contrat de l'US Army pour la fourniture de 120 000 carabines M4A1 pour un montant d'un peu moins de 77 millions de dollars américains. Ce contrat fait de FN Herstal le fabricant du fusil M16A4 et de la carabine M4A1.
En avril 2022, l'entreprise SIG Sauer remporte un contrat à hauteur de 20,4 millions de dollard américains de l'US Army pour fabriquer les fusils XM7 et XM250 afin de remplacer le M4 et M249 en service auparavant. Le contrat inclut aussi la fabrication d'une lunette de visée désignée XM157 fabriquée par Vortex Optics. Les 2 nouvelles armes utilisent le calibre 6,8x51 en différence avec l'ancien calibre 5,56 de le M4 et de le M249. L'amélioration des gilets pare-balles qui résistent au calibre 5,56 est la cause principale de ce changement,. Cependant le M7 ne fait pas l'unanimité au sein de l'US Army, certains critiquent le poids de l'arme et des munitions qui font qu'un fantassin peut porter 70 coups en moins comparé à une M4, et d'autres se plaignent aussi d'un fusil qu'ils perçoivent comme n'étant pas fiable. En 2024, l'US Army commande plus de 100 mille fusils M7.

## Usages policiers aux États-Unis
À l'instar de l'AR-15 et du Colt M1911, les M4 et ses dérivés sont très courants dans l'armement des polices américaines. Ils équipent entre autres les opérateurs du SWAT des polices de Las Vegas (LVMPD), de Los Angeles (LAPD) et de New York (NYPD).

## Conflits
- Conflit au Sahara occidental
- Guerre du Kosovo
- Guerre d'Afghanistan
- Opération Enduring Freedom
- Guerre d'Irak
- Conflit israélo-libanais de 2006
- Conflit armé colombien
- Guerre de la drogue au Mexique
- Deuxième guerre d'Ossétie du Sud
- Guerre de Gaza de 2008-2009
- Guerre civile syrienne[12]
- Conflit de Sabah[13]
- Conflit dans le Sud de la Thaïlande
- Conflit du Panchir
- Invasion de l'Ukraine par la Russie[14]
- Guerre de Gaza depuis 2023

## Utilisateurs étrangers
En plus des États-Unis, la liste des utilisateurs de la carabine M4 et/ou de ses variantes inclut en 2008 :
- Afghanistan — ANA Commando Brigade, stock récupéré par les Talibans après leur victoire de 2021
- Afrique du Sud
- Algérie
- Allemagne
- Arabie saoudite
- Argentine
- Australie
- Belgique — Gespecialiseerde Verkenningsploegen (GVP) / Équipes Spécialisées de Reconnaissance (ESR), Speciaal Interventie-Eskadron (SIE) / Escadron Spécial d'Intervention (ESI) / Services d'interventions des polices locales
- Bosnie-Herzégovine
- Brésil
- Canada
- Côte d'Ivoire
- Chili
- Colombie
- Corée du Sud
- Danemark
- Égypte
- Émirats arabes unis — UAE Special Forces, Abu Dhabi Police SWAT, Dubai Police SWAT, UAE VIP Protection Team.
- Espagne
- États-Unis
- Finlande — sous le nom de « 9.00 KP 2000 ».
- France — notamment en usage dans la Police nationale dans la brigade des transferts de détenus, ainsi que dans l'Armée de terre (forces spéciales).
- Gabon — notamment en usage dans la Garde Républicaine (G.R)[15].
- Hong Kong — Special Duties Unit (en).
- Iran
- Irlande
- Israël
- Italie
- Jamaïque - Jamaica Constabulary Force (JCF).
- Japon
- Liban
- Maroc — Armée, la Police et les Forces spéciales.
- Mexique
- Palestine — Milices palestiniennes
- Pologne — Wojska Specjalne armement de réserve
- Royaume-Uni — Special Air Service, Forces spéciales britanniques.
- Sénégal
- Suède - 15 000 M4A1 provenant des stocks de l'US Army achetés en automne 2024[16]
- Thaïlande
- Tunisie — Département Anti Terrorisme, Forces Spéciales Tunisiennes.
- Turquie
- Ukraine — Aide militaire américaine contre l'Invasion de l'Ukraine par la Russie[17]